# Agalychnis
Agalychnis är ett släkte av groddjur. Agalychnis ingår i enligt Amphibian Species of the World i familjen Phyllomedusidae och enligt Catalogue of Life i familjen lövgrodor. 
Utbredningsområdet sträcker sig från låglandet i västra Mexiko vid Stilla havet över Centralamerika till Ecuador i sydväst och delstaten Bahia (Brasilien) i sydöst.
Kännetecknande för släktet är exemplarens ganska stora kropp, en grönaktig ovansida, stora skivor vid fingrarnas och tårnas spets och simhud mellan fingrarna samt tårna. Ofta har ögonens regnbågshinna en tydlig röd, gul eller grå färg. Hos några arter är även andra kroppsdelar färgglada. Allmänt motsvarar huvudets längd dess bred. Bakfotens första tå är inte motsättlig.
Exemplaren går vanligen på fyra fötter och de kan hoppa. Honor lägger sina ägg på blad av buskar och träd som tidvis kan ligga i vattnet eller som ligger hela tiden ovanför. De nykläckta grodynglen hamnar sedan i vattenpölar. Hos exemplar som förvaras i alkohol blir huden blåaktig.
Arter enligt Catalogue of Life:
- Agalychnis annae
- Agalychnis callidryas
- Agalychnis moreletii
- Agalychnis saltator
- Agalychnis spurrelli

IUCN listar Agalychnis lemur som akut hotad (EN), Agalychnis medinae som starkt hotad (EN), Agalychnis annae som sårbar (VU), Agalychnis danieli med kunskapsbrist (DD) och alla andra som livskraftiga (LC).

## Bildgalleri

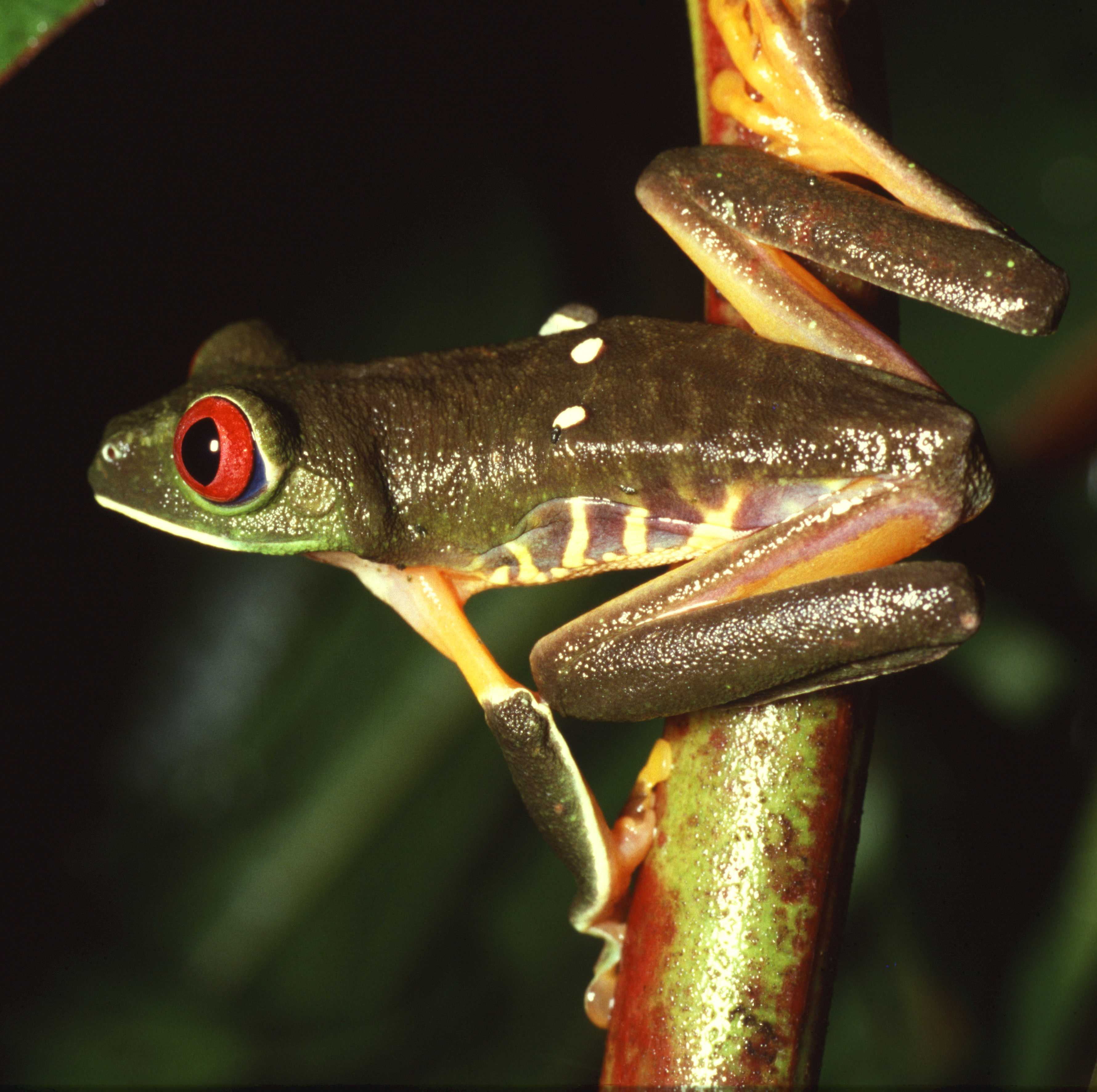
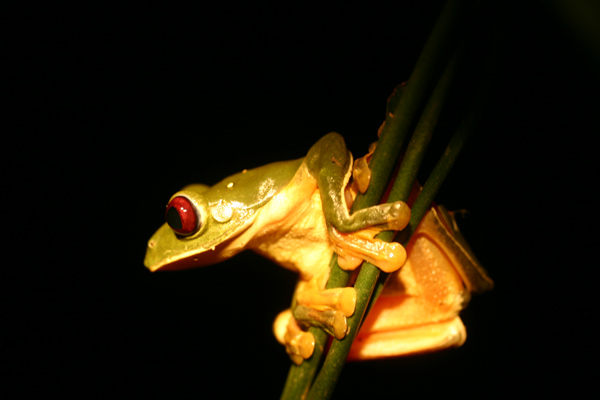
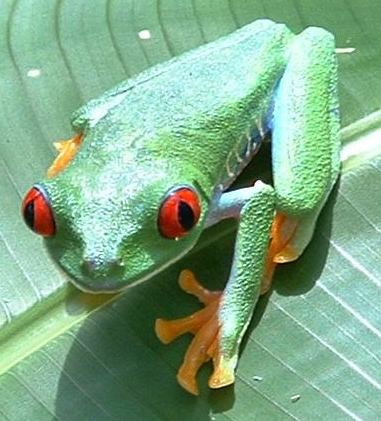
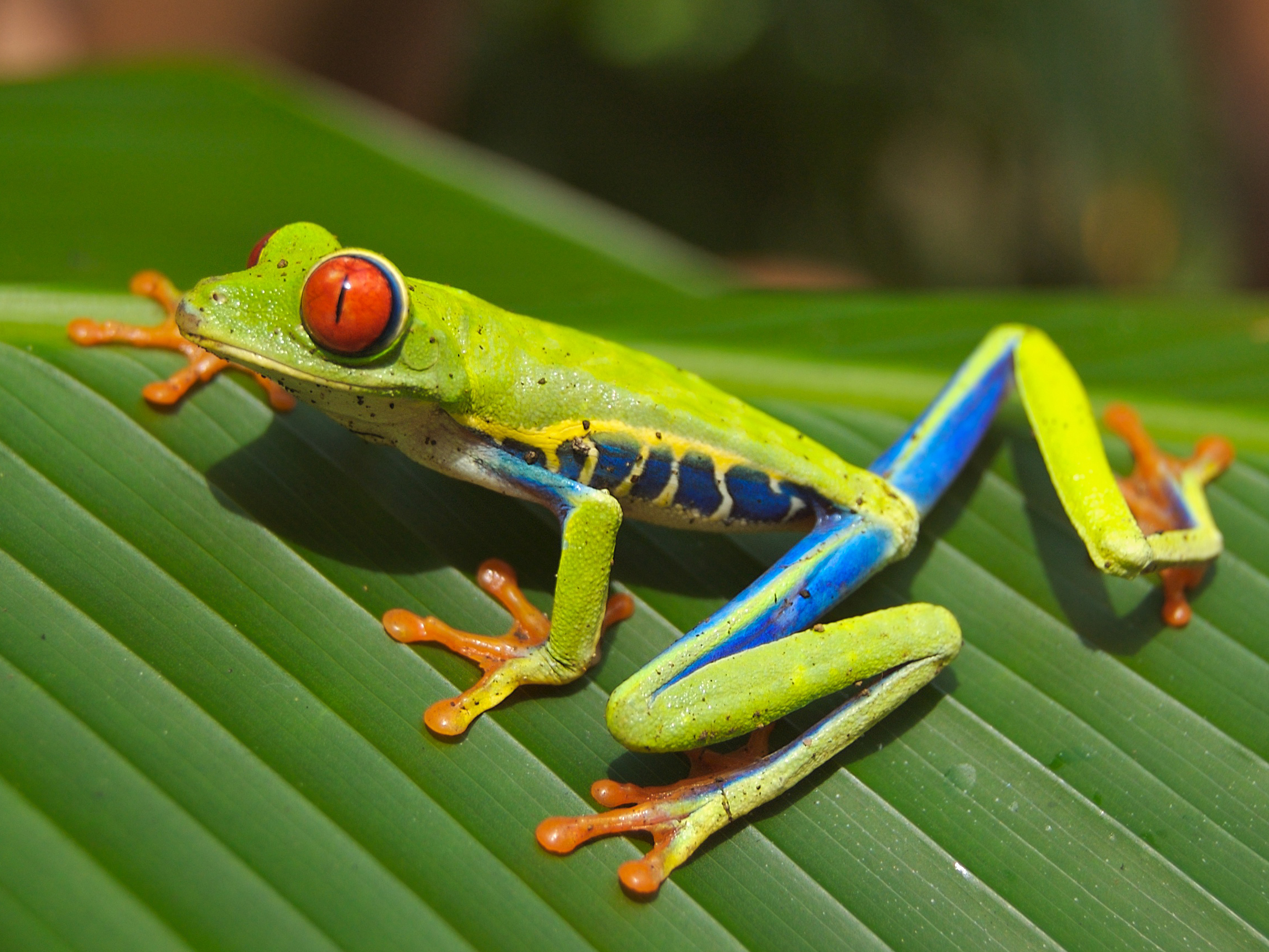
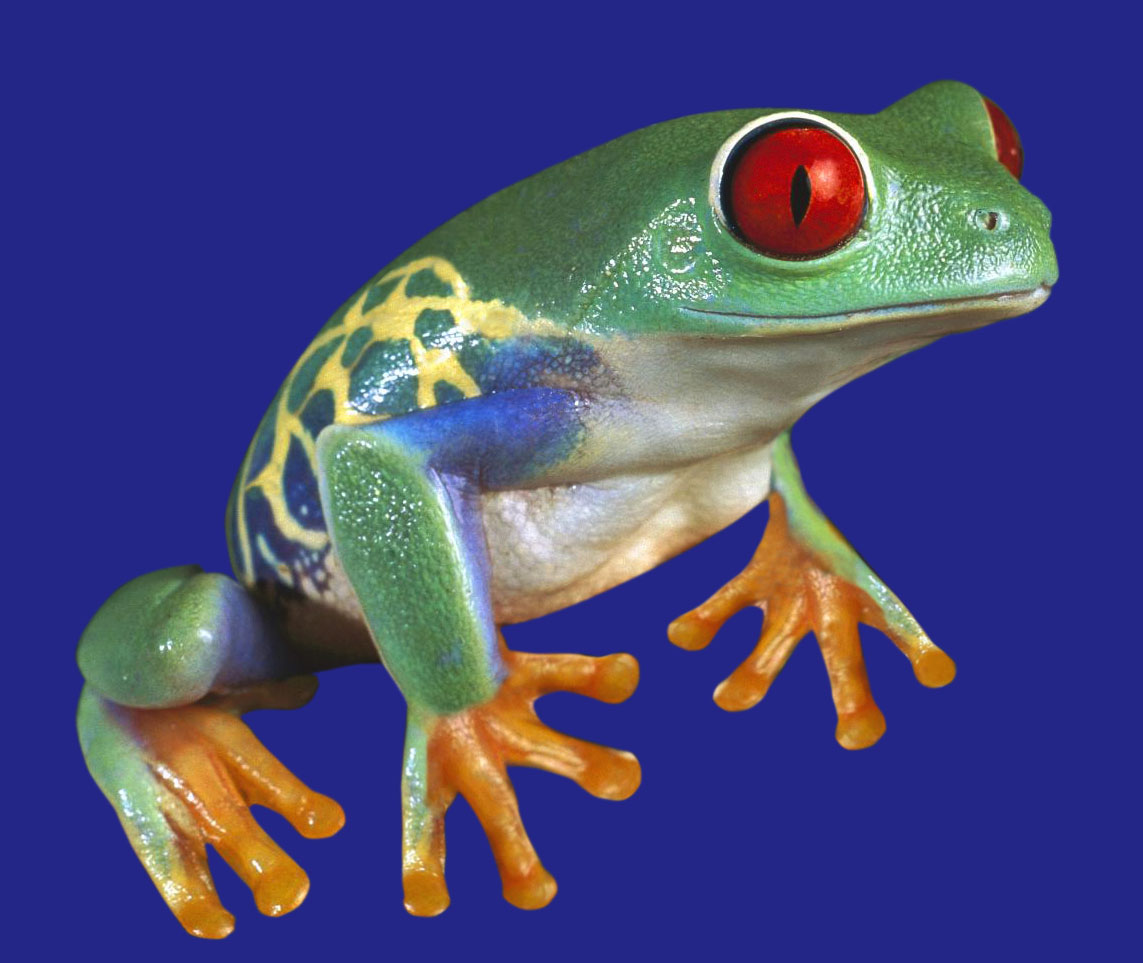